# Česko-rumunské vztahy
Česko-rumunské vztahy jsou zahraniční vztahy Česka a Rumunska. Mezi Českou republikou a Rumunskem existují plné diplomatické vztahy a dokonce i spolupráce v různých otázkách. Oba státy jsou taktéž členy Evropské unie a NATO.

## Dějiny

### České země a rumunská knížectví
Obchodní vztahy mezi oběma zeměmi byly navázány za vlády rodu Přemyslovců, kdy se většina látek a klobouků prodávaných na území Rumunska dovážela právě z Českých zemí.
Vztahy mezi Českými zeměmi a rumunskými knížectvími se prohloubily během války proti Turkům za vlády Michala Chrabrého, kterému v roce 1599 císař Svaté říše římské Rudolf II. daroval panství ve Slezsku a roku 1601 navštívil Prahu.
V letech 1823–1863 založili čeští osadníci v Banátu celkem 9 českých osad a oba národy stály při sobě během revoluce v roce 1848.

### Československo
V říjnu 1917 přijel Tomáš Garrigue Masaryk na pozvání rumunského krále Ferdinanda I. do Jasy.
V roce 1918 bylo Rakousko-Uhersko poraženo v první světové válce. V důsledku zániku Rakouska-Uherska vzniklo Československo a Rumunsko získalo území Sedmihradska a Bukoviny.
Dne 8. února 1919 byl jmenován profesor Constantin Isopescu-Grecul rumunským velvyslancem v Československu a dne 6. dubna téhož roku byl Bohumil Čermák jmenován československým velvyslancem v Rumunsku a současně byl jmenován také vojenským atašé.
První český velvyslanec v Bukurešti Bohumil Čermák předložil dne 30. ledna 1920 rumunskému korunnímu princi Karlu pověřovací listinu a 6. srpna 1920 byl Constantin Hiott jmenován zvláštním velvyslancem Rumunska v Praze.
Dne 23. dubna 1921 byla podepsána malá dohoda mezi Československem a Rumunskem a koncem srpna téhož roku se uskutečnilo první setkání představitelů obou zemí s představiteli Jugoslávie.
V září 1923 navštívil Československo předseda vlády Rumunska Ion I. C. Brătianu a 24. září 1925 navštívil Prahu rumunský korunní princ Karel. V říjnu 1936 princ Karel znovu navštívil Prahu a v prosinci téhož roku československý prezident Edvard Beneš navštívil Rumunsko.
Na konci druhé světové války se Rumunsko připojilo na stranu spojenců a jeho armáda významně přispěla k osvobození Československa.
Dne 7. dubna 1945 byly mezi oběma zeměmi obnoveny diplomatické styky a v roce 1946 byla znovu otevřena velvyslanectví v obou zemích.
Dne 21. července 1948 byla v Bukurešti podepsána smlouva o přátelství mezi ČSR a Rumunskou lidovou republikou, načež se obě země staly členy Varšavské smlouvy. V roce 1968 se na protest proti potlačení Pražského jara Rumunská socialistická republika (pod vedením Nicolae Ceaușesca) odmítla zúčastnit sovětské invaze do Československa.
Dne 20. února 1991 vzniklo Československo-rumunské sdružení a v červnu 1991 přijel do Prahy rumunský prezident Ion Iliescu, aby zde podepsal rozpuštění Varšavské smlouvy.

### Česká republika
Dne 1. ledna 1993 bylo Československo oficiálně rozpuštěno, vznikla samostatná Česká republika a okamžitě byly navázány vztahy mezi oběma zeměmi.
Od 6. do 7. září 1993 navštívil Česko rumunský ministr zahraničí Teodor Meleșcanu a od 7. do 8. listopadu téhož roku navštívil Bukurešť tehdejší český premiér Václav Klaus a během jeho návštěvy byla uzavřena dohoda o volném obchodu mezi oběma zeměmi, dohoda o odstranění dvojího zdanění a dohoda o vzájemné ochraně a investování do zahraničních investic.
V průběhu let proběhly oficiální návštěvy představitelů obou zemí a byly podepsány dohody o spolupráci v různých oblastech včetně vzdělávání, obchodu, bezpečnosti a kultury.

## Diplomatické vztahy
Rumunsko má v ČR ambasádu v Praze, zároveň Česko má v Rumunsku ambasádu v Bukurešti a konzulát v Temešváru.